# RAW (музыкальный журнал)
RAW (Rock Action Worldwide) — британский музыкальный журнал, основанный в 1988 году.
Rock Action Worldwide стал одним из первых музыкальных журналов Великобритании, специализирующихся на хэви-метале, наряду с Kerrang!, Metal Forces и Metal Hammer. Журнал был основан в 1988 году и выходил раз в две недели. К первому выпуску (31 августа — 13 сентября 1988) прилагался бесплатный диск Оззи Озборна. Издателем стал известный в прошлом поп-исполнитель Джонатан Кинг.
В 1989 году RAW покупает издательская компания Emap. Это стало частью кампании по поглощению музыкальных журналов: в 1991 году Emap приобрели Kerrang!, а в 1994 году — FHM. Продажи RAW выросли до 25-30 тыс. экземпляров, но всегда оставались ниже, чем у прямого конкурента Kerrang!.
В 1995 году Emap приостановила выпуск журнала Raw на несколько недель. В октябре журнал вышел вновь, в качестве дополнения к флагманскому изданию Emap, ежемесячнику Select, посвящённому брит-попу. Тем не менее, это не спасло хэви-металлический журнал и он окончательно закрылся через пять месяцев.